# Sutton (nära Byram)
Sutton är en by i civil parish Byram cum Sutton, i kommunen North Yorkshire, i grevskapet North Yorkshire, i England. Byn är belägen 14 km från Selby. Sutton var en civil parish 1866–1891 när blev den en del av Byram cum Sutton. Civil parish hade 39 invånare år 1881.